# 天命探偵 真田省吾
『天命探偵 真田省吾』（てんめいたんてい さなだしょうご）は、神永学による日本の小説シリーズ]。
同作者による「天命探偵」シリーズの最初のシリーズにあたり、第2のシリーズとして『天命探偵 Next Gear』シリーズがある。2021年1月時点で「天命探偵」シリーズの累計発行部数は95万部を突破している。

## 登場人物

### ファミリー調査サービス
真田 省吾（さなだ しょうご）
探偵事務所「ファミリー調査サービス」に勤める青年探偵。事務所に住み込みで働く。正義感が強く無鉄砲で突っ走るが、大事故に遭っても九死に一生を得るといった強運がある（ただし本人はこれを強運だとは思っておらず、強運ならばそもそもけがをしないし事故にも合わないと考えている）。年齢は23歳。機動力を重視するためバイクをいつも乗り回しており、ヤマハ・ドラッグスター400に乗っているがチョッパーハンドルのため嫌っている。第1作から第4作までにおいて、さまざまなバイクに乗っているがいずれも壊している。
7年前（第1作時点。以下同様）に警察官である父と母を何者かに殺害され、彼も殺害されるところだったが、重傷を負いながらも運良く生き延びたという過去を持つ。しかし身の安全のため、監察医・真田と当時事件を担当した山縣がある手段を用いて、彼も両親と共に死んだ事にして本名である「皆川靖文」を封じた。そのため戸籍上は、赤子の頃に捨てられたため養護施設育ちで、7年前に監察医の真田が里親になったことになっている。
志乃と出会ってからは、かつて彼女のおかげで生き延びたこともあり、自分と同じく天涯孤独の身である彼女を家族のように思ってきたが、志乃が凶弾に倒れた際に、1人の女性として思っていることを自覚した。
黒野のことは嫌っていたがのちに仲間として認める。
志乃の治療費を賄うためクロノスシステムに参加する。
中西 志乃（なかにし しの）
夢で殺人事件を予見することができる美少女。お嬢様育ちであるが、芯はしっかりしている。年齢は20歳。7年前の「母の死」をきっかけに殺人予知夢を度々見るようになった。最初に見た夢は真田の両親と真田が殺害される夢。第1作においてその法則が明らかにされる。事件終息のため一時予知夢を見なくなるが、第2作以降も殺人事件の予知夢を見ては、メンバーに伝えている。また、最初は被害者の姿しかはっきり見えなかったが、第3作からは精度が上がったのか、加害者の姿もはっきり見えるようになった。
ピアノの発表会用の衣装を買いに出かけた際に交通事故で両足を複雑骨折し、現在は完治しているものの、母を失ったショックのあまり歩けなくなってしまったので普段から車椅子を使っている。第2作以降は足のリハビリを始めた。真田に好意を抱いているが、気づかれていない。
第2作以降は、天涯孤独であることから真田に誘われて「ファミリー調査サービス」に就職。父から相続した自宅である洋館を事務所として提供し、メンバーと共同生活を送る。前述のとおり足が不自由なため、仕事中は足手まといにならないようにと気を張っているが、情報処理に強く、狙撃場所の候補地を絞り込む、尾行時の発信機の探知などのサポートに回り、足手まといとは言えない活躍を見せる。
第4作では、三井を狙った狙撃が頭を掠め、一命を取り留めたものの昏睡状態に。しかし、見舞いに来た真田が何故か彼女の夢の中に入り込んでしまったため、予知夢を共有し、情報を伝えることが出来た。
『Next Gear』以降も昏睡状態であり、完全な看護のため繭のような装置に入れられている。しかし昏睡状態になっている理由は塔子が低温で管理しているためであり、実際はクロノスシステムが始まってすぐにからすぐに目覚めていたことが黒野により明らかになった。
池田 公香（いけだ きみか）
頭の回転が速い美貌の女探偵で、真田の同僚。勝ち気でずけずけものを言うが、それは優しさの裏返しであり内に繊細な心を秘めている。年齢は20代後半。「口が悪くなければとても美人に見えるのに、あれじゃ男も逃げるな」と真田が評している。
本名は「宮野理子」。ある政治家の愛人の娘として生まれたが、父親の身勝手さとそれでも健気な母親に反発し、10代の頃にドラッグに溺れ黒木の愛人となった。そこで黒木を追っていた山縣らに補導され、スパイとして黒木を売った。その後、更生施設に入り少しだけ顔を整形して、今の名前を名乗るように。その過去から第3作にてターゲットの少女に入れ込み、脱獄した黒木の復讐を阻止するべく単独行動を起こす。
山縣（やまがた）
「ファミリー調査サービス」所長で、真田たちのボス。元警視庁防犯部刑事。独身。過去に恋した女性がいたが、薬物の過剰摂取で亡くなっている。
7年前に起こった警察官・皆川宗一とその家族の殺人事件を担当した刑事であり、運良く生き延びた同僚の息子・靖文を守るため、担当監察医だった真田を巻き込んだ上で、独断で事を運んだ人物でもある。また、この事件は第3作にて亡霊・黒木京介に繋がっていることが判明した。
『Next Gear』では、志乃の看護と引き換えに組織を丸ごと警視庁公安課の内部組織「次世代犯罪情報室」として仲間の離散を防ぎながら、これまでのような活動を続ける。
ファミリー調査サービスという名前は山縣が考えたものであり、馴染みやすい名前だからという由来である。
射撃の腕前はピカイチでオリンピックの候補選手になったこともあるほどである。

### 警察関係者
柴崎 功治（しばさき こうじ）
新宿署組織犯罪対策課刑事。山縣の元部下。刑事だが組織としての警察を嫌い、単独行動をとる。第1作では、麻薬の密売事件を追っていく過程で自身や娘の江里菜が狙われた。それ以降も、山縣が経営する探偵事務所「ファミリー調査サービス」がきっかけとなり、いろいろと事件に巻き込まれる。
鳥居 祐介（とりい ゆうすけ）
第2作『スナイパーズ・アイ』以降登場。元警視庁SAT（特殊急襲部隊）の狙撃手。鷹野という同僚がいた。病院立てこもり事件で妻を亡くしている。奈々という娘がいる。第3作以降は警備員の職で娘を育てながら、山縣らの協力要員として、競技用のエアライフルを用いた狙撃などで援護に回る。その狙撃術はたいしたもので、第4作では左腕で水路に浮かぶジェットスキーに掴まりながら、右腕1本で狙撃してみせた。

### 次世代犯罪情報室
唐沢（からさわ）
『Next Gear』より登場する次世代犯罪情報室の責任者。
東雲 塔子（しののめ とうこ）
『Next Gear』より登場する女性科学者。昏睡状態である志乃の看護と彼女の予知夢を可視化するための「クロノスシステム」を管理運用する。
黒野 武人（くろの たけと）
『Next Gear』より登場する青年。頭脳明晰な毒舌家。今シリーズでの真田の相棒で、公安より「次世代犯罪情報室」へ派遣されてきた。
その正体は元 北朝鮮の工作員であり、黒野の母親が薬物を入手するために産んだ子供で、そのことを知らずに小学生のときに工作員とするために北朝鮮の組織が拉致した。
その後は工作員になるための訓練を哲明に強要された。その際訓練施設の近くにいた犬を哲明に殺されたことから心を閉ざすことを決め、いつも微笑んでいたことから哲明に「笑い男」と呼ばれて様々な任務をさせられていたが、組織の隙を見て逃亡、日本の警察に接触して「次世代犯罪情報室」に派遣された。
次世代犯罪情報室では他のメンバーに毒舌などが原因で嫌われていたが、哲明たちにとらえれた際に真田たちに助けられて以降信用されるようになった。
普段は冷静だが真田同様に無鉄砲で、バイクで地下鉄の駅に向かう際にバイクのままで地下鉄の線路を走るよう真田に指示を出すなど突っ走ることがある。

### その他の人物
亡霊（ぼうれい）
国内で活動する麻薬シンジケートのボスで、決して人前には姿を現さないため、そう呼ばれている。
第3作にて、黒木 京介（くろき きょうすけ）という人物であり、かつて山縣・久保・皆川（真田の実父）ともう一人の刑事によって捕らえられ、服役中の身だったがある手段を用いて脱獄したこと、またかつて公香の彼氏であったことが判明。右耳の上半分が欠けている。
脱獄後はかつての仲間を使い、操業を停止した製薬工場を手中に収めようと暗躍。また、自分を警察に売った裏切り者を探しながら、山縣らへの復讐を狙っていた。

## 既刊一覧

### 単行本
- 神永学『天命探偵 真田省吾』新潮社、全4巻
  1. 「タイム・ラッシュ」2008年3月21日発売、ISBN 978-4-10-306601-9
  2. 「スナイパーズ・アイ」2009年4月22日発売、ISBN 978-4-10-306602-6
  3. 「ファントム・ペイン」2010年2月22日発売、ISBN 978-4-10-306603-3
  4. 「フラッシュ・ポイント」2011年6月22日発売、ISBN 978-4-10-306604-0
- 神永学『天命探偵 Next Gear』新潮社、全3巻
  1. 「クロノス」2013年11月22日発売、ISBN 978-4-10-306605-7
  2. 「アレス」2015年11月27日発売、ISBN 978-4-10-306606-4
  3. 「アトラス」2018年11月30日発売、ISBN 978-4-10-306607-1

### 文庫本
- 神永学『天命探偵 真田省吾』新潮社〈新潮文庫〉、全4巻
  1. 「タイム・ラッシュ」2010年8月1日発売、ISBN 978-4-10-133671-8
  2. 「スナイパーズ・アイ」2011年7月1日発売、ISBN 978-4-10-133672-5
  3. 「ファントム・ペイン」2012年7月1日発売、ISBN 978-4-10-133673-2
  4. 「フラッシュ・ポイント」2013年7月1日発売、ISBN 978-4-10-133674-9
- 神永学『天命探偵 Next Gear』シリーズ、新潮社〈新潮文庫〉、全3巻
  1. 「クロノス」2015年11月1日発売、ISBN 978-4-10-133675-6
  2. 「アレス」2017年11月1日発売、ISBN 978-4-10-133676-3
  3. 「アトラス」2021年2月1日発売、ISBN 978-4-10-133677-0

### 漫画
- 神永学（原作）、優月祥（作画）『クロノス 次世代犯罪情報室』スクウェア・エニックス〈ガンガンコミックス〉、全4巻
  1. 2015年5月22日発売、ISBN 978-4-75-754613-4
  2. 2015年10月27日発売、ISBN 978-4-75-754760-5
  3. 2015年12月22日発売、ISBN 978-4-75-754826-8
  4. 2016年4月22日発売、ISBN 978-4-75-754945-6